# ۲۰٬۰۰۰ فرسنگ زیر دریا (هالمارک فیلم ۱۹۹۷)
«۲۰٬۰۰۰ فرسنگ زیر دریا» (انگلیسی: 20,000 Leagues Under the Sea) فیلمی در ژانر علمی–تخیلی به کرگردانی مایکل اندرسون است که در سال ۱۹۹۷ منتشر شد. از بازیگران آن می‌توان به ریچارد کرنا، بن کراس، جولی کاکس، و پل گراس اشاره کرد.
این فیلم از رمان علمی تخیلی بیست هزار فرسنگ زیر دریا ژول ورن ساخته شد.